# Ernesto Reinach
Ernesto Reinach (Torino, 30 gennaio 1855 – Bolzano, 7 dicembre 1943) è stato un imprenditore italiano di origine ebraica.
Fondò nel 1882 la Società Anonima Ernesto Reinach Lubrificanti, oggi Società Oleoblitz, specializzata nella produzione di oli lubrificanti. All'età di ottantanove anni, deportato dai nazisti, morì di stenti durante il viaggio prima di arrivare a Bolzano.
A lui è intitolata una via di Milano.

## Biografia
Sviluppò la sua società di lubrificanti, la Ernesto Reinach Lubrificanti, fondata nel 1882 e proprietaria, tra gli altri, del noto marchio Oleoblitz, col riconoscimento di una serie di brevetti industriali  ed ottenne il titolo di Gran Ufficiale. Nel 1932 fu nominato Cavaliere del Lavoro.
Venne arrestato dai nazisti nel novembre 1943 nella provincia di Como e quindi incarcerato a Milano insieme alla figlia Etta, al genero avv. Ugo de Benedetti e al nipote Piero. Reinach fu deportato con il primo convoglio partito da Milano il 6 dicembre 1943, destinazione Auschwitz (Polonia). La sua morte causata dagli stenti del viaggio sul carro bestiame, troppo duri per un uomo di ottantanove anni, avvenne ancora in territorio italiano, prima di Bolzano, come venne testimoniato dai suoi compagni di viaggio. La figlia, il genero e il nipote furono uccisi all'arrivo a Auschwitz.
In seguito l'ufficio IV B4 dell'Außenkommando di Milano, inviò una lettera, protocollo 1135/43, alla prefettura di Milano ricevuta il 22 maggio 1944 in cui si chiede di «voler fermare i valori patrimoniali dell'Ebreo Reinach», proprietario della Società Oleoblitz e di altri beni di varia natura.
La lettera è firmata da Theodor Saevecke che, nell'ultima riga, scrive: "Reinach venne da me inserito nel provvedimento di evacuazione il 6 dicembre 1943".

## L'eredità di Ernesto Reinach

### Eventi e iniziative
Il 23 gennaio 2018 sono state collocate quattro pietre di inciampo di fronte all'edificio di via de Togni 10 dove abitava la figlia e il genero in ricordo di Ernesto Reinach, Etta de Benedetti Reinach, Ugo e Piero de Benedetti. 

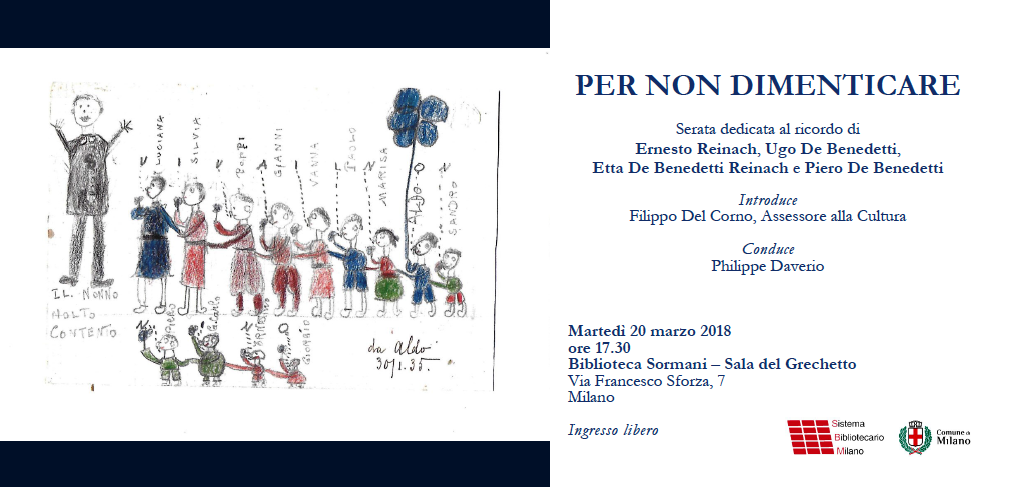
Serata in ricordo di Ernesto Reinach e di Ugo, Etta e Piero De Benedetti

Il 20 marzo 2018 i discendenti, insieme al Comune di Milano, hanno organizzato una serata in ricordo di Ernesto Reinach, della figlia Etta de Benedetti, del genero Ugo de Benedetti e del nipote Piero de Benedetti; l'iniziativa fu introdotta dall'assessore alla Cultura del Comune di Milano Filippo del Corno e condotta da Philippe Daverio, che aveva realizzato un servizio per il programma televisivo Passepartout.

### Filatelia
Nella filatelia italiana sono catalogati alcuni francobolli con la perforazione ER della ditta Ernesto Reinach lubrificanti.
Inoltre, due valori della serie Francobolli Pubblicitari, emessa nel 1924/25 sotto il regno di Vittorio Emanuele III, recano nell'appendice la pubblicità dei Lubrificanti Reinach: si tratta del valore n. 7 della serie, 25 c. azzurro e verde, e del valore n. 14 della serie, 50 c. violetto e azzurro. Entrambi i francobolli, realizzati con procedimento tipografico su carta con filigrana corona e dentellatura 14, recano l'effigie di VE III volto a sinistra, disegnata da F. P. Michetti e già utilizzata nell'emissione del 1908.